# مرج ابن عامر

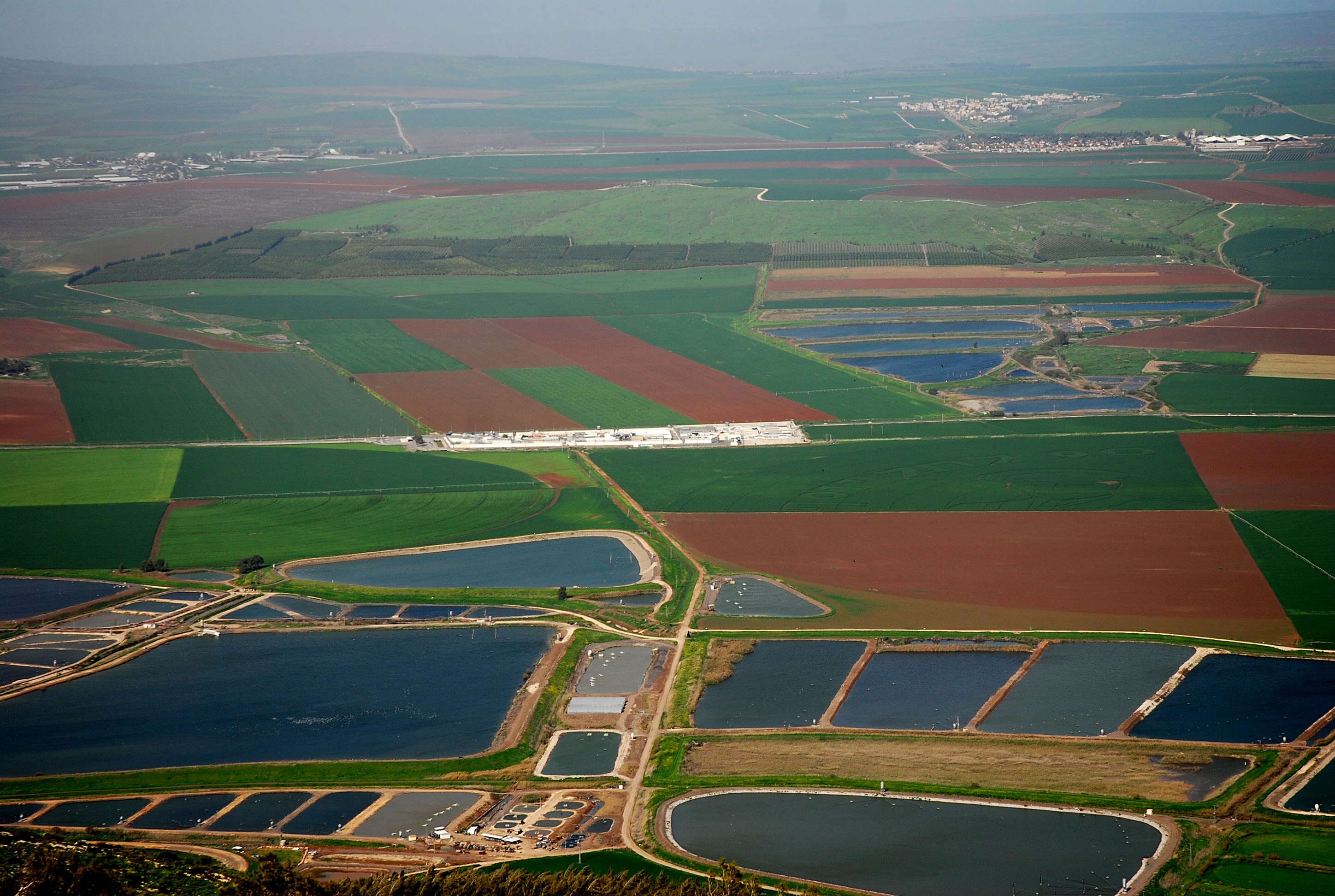
مشهد عام للمرج كما يبدو للناظر من جبال فقوعة.

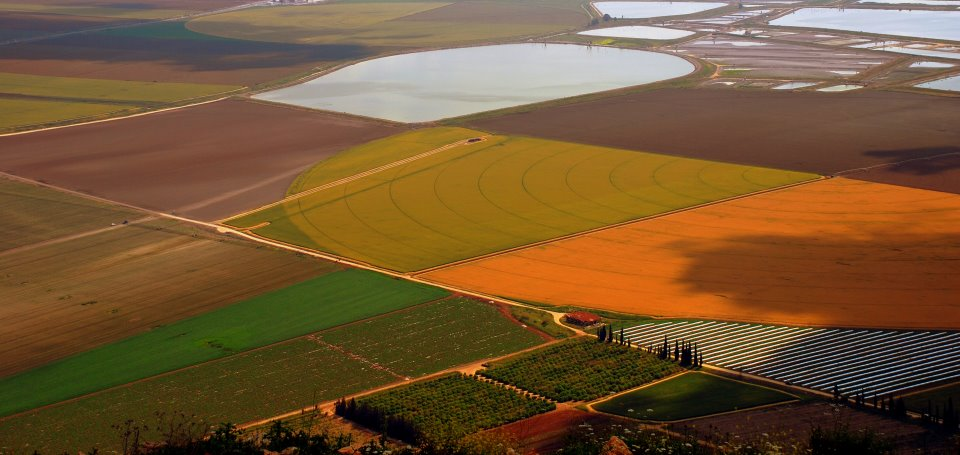
نظرة على السهول

مرج ابن عامر أو سهل زرعين (بالعبرية: עמק יזרעאל) «عيمق يزراعيل» أو «يزرعئيل» حسب تسميته في التوراة (العهد القديم). هو مرج واسع بين منطقة الجليل وجبال نابلس في شمال فلسطين التاريخيّة وتحديدًا في لواء الشمال حسب التقسيم الإداري الإسرائيليّ. صورته على شكل مثلث أطرافه: حيفا، جنين وطبريا. يبلغ طوله 40 كم وعرضه المتوسط 19 كم ومساحته الكليَّة 351 كم مربع.
يوجد في المرج 39 تجمعًا سُكانيًّا يهوديًّا أكبرها مدينة العفولة (عدد سُكَّانها حوالي 42 ألف نسمة) مُعظم هذه التجمُّعات كيبوتسات تعاونيّة وتجمُّعات أُخرى. وأمَّا عن التجمُّعات العربيَّة فهُناك 16 قرية عربيَّة، هي: صير [بحاجة لمصدر] وإكسال ودبورية ومقيبلة وصندلة وسولم وكفر مصر والدحي ونين والناعورة وطيبة المرج وطمرة المرج وأم الغنم وعرب الشبلي والزرازير ومنشية زبدة [الإنجليزية].

## التسمية
لقد سُميَّ هذا المرج بأسماءٍ كثيرة؛ فالكنعانيون أطلقوا عليه اسم سهل يزراعيل نسبةً إلى قرية زرعين ومنهم من سمّاهُ بالسهل الكبير، وعرَّفهُ الرومان باسم اللجّون واسم اللجّون كانَ يشمل جميع مرج ابن عامر (للتوضيح: فإذا كان السُلطان يُولِّي واليًا أو أميرًا على اللجّون كان المقصودُ بذلك جميع مرج ابن عامر بما فيه مدينة جنين). وقد أسماهُ العرب مرج ابن عامر نسبةً لقبيلة بني عامر، وبنو عامر هم من قبيلة كلب القحطانيّة، ويُذكر أنَّ بنو كلب وجذام كانتا في الدولة الأمويَّة أولى القبائل العربيَّة التي سكنت فلسطين. ورُوي أنَّ تسمية مرج ابن عامر بهذا الاسم نسبةً إلى عامر الأكبر ابن عوف الكلبي جدُّ الصَّحابيُّ المدفون في قرية الدحي في سهل مرج ابن عامر ويسمى أيضاً سهل ارشيد نسبة للشيخ الجليل أحمد أرشيد.

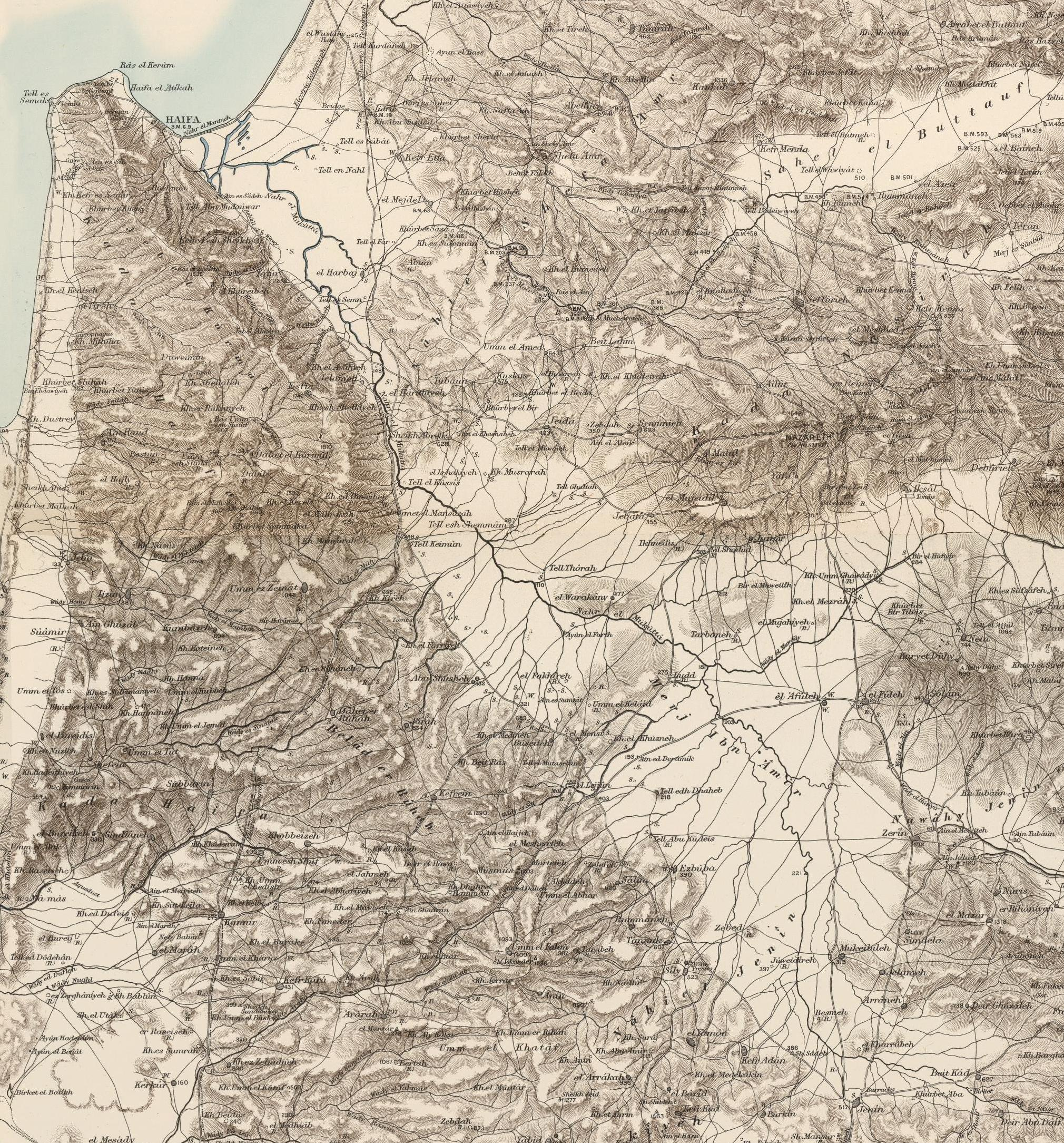
مرج ابن عامر بفلسطين

## التاريخ
كان تاريخ مرج ابن عامر زاخرًا بالأحداث فقد شهد معارك ضاريةً في السنين الغابرة منها موقعة «مجدو» مع تحتمس الثالث الذي غزا مجدو في القرن الخامس عشر قبل الميلاد وفتحها والذي يُعد القائد المُخالف الذي خالف مُستشاريه الذين أشاروا عليه أن يقتحمها عن طريق الساحل، ولكنه إقتحمها من أخطر طريق إذ ليس من المألوف أن يُغامر قائد بجيشه كما غامر هو بجيشه.
تشير دراسات الآثار إلى أنه في الجزء الغربي من السهل، أنتج في العصر الحديدي الأول (من القرن الثاني عشر إلى القرن العاشر قبل الميلاد) فخارًا فلستيًا نموذجيًا في مواقع تل مجدو، وتل يوكنعام، وتل قيرة، والعفولة، وتل قشيش، وتل الشمام وغيرها.
معركةٌ أُخرى وقعت في اللجُّون وتُعتبر من أكبر المعارك تلك التي دارت بين الإنجليز والجيش العُثماني، فقد روى البعضُ من الذين عاصروا هذه المعركة أو شاركوا بها، أنَّهُ قد قُتل من الجيش العُثماني ما يزيد عن 1,000 عسكريٌّ ما بين اللجُّون والعفولة. وقد استبسل الجيش العُثماني في أرض اللجُّون وأخذ ضباطه من الترك والعرب يحضون جندهم على الصُمود والإستشهاد في سبيل الله فكانوا يهتفون: «الله أكبر الله أكبر، يا رب أنصر دين مُحمَّد، وانصر جيش السُلطان.» دافع الجندُ عن هذه البلاد فتلقوا مدافع القوّات الغازية بصدورهم مُقبلين غير مُدبرين.
ضمن نشاط الحركة الصهيونية الإستيطاني، قامت الحركة باقتناء الكثير من الأراضي في مرج بن عامر، حيث كانت أفضل أراضيه ذهبت لملكية أثرياء ملاكي أراضي بعد مزاد أعلنته السلطة العثمانية سنة 1869 لاستيفاء الضرائب من الفلاحين أصحاب الأراضي، فاقتنت الكثير من الأراضي من ملاّكين خارج فلسطين من عائلات لبنانية مثل سرسق، تيان، تويني ومدور وغيرها وكذلك من عائلات فلسطينية مثل كسار، حجار، وروك، ووجهاء من الرملة وصفد، كما شاركت مباشرة في المزادات العلنية التي كانت أراضي الفلاحين العاجزين عن دفع الضرائب تعرض فيها للبيع.

## الجغرافيا

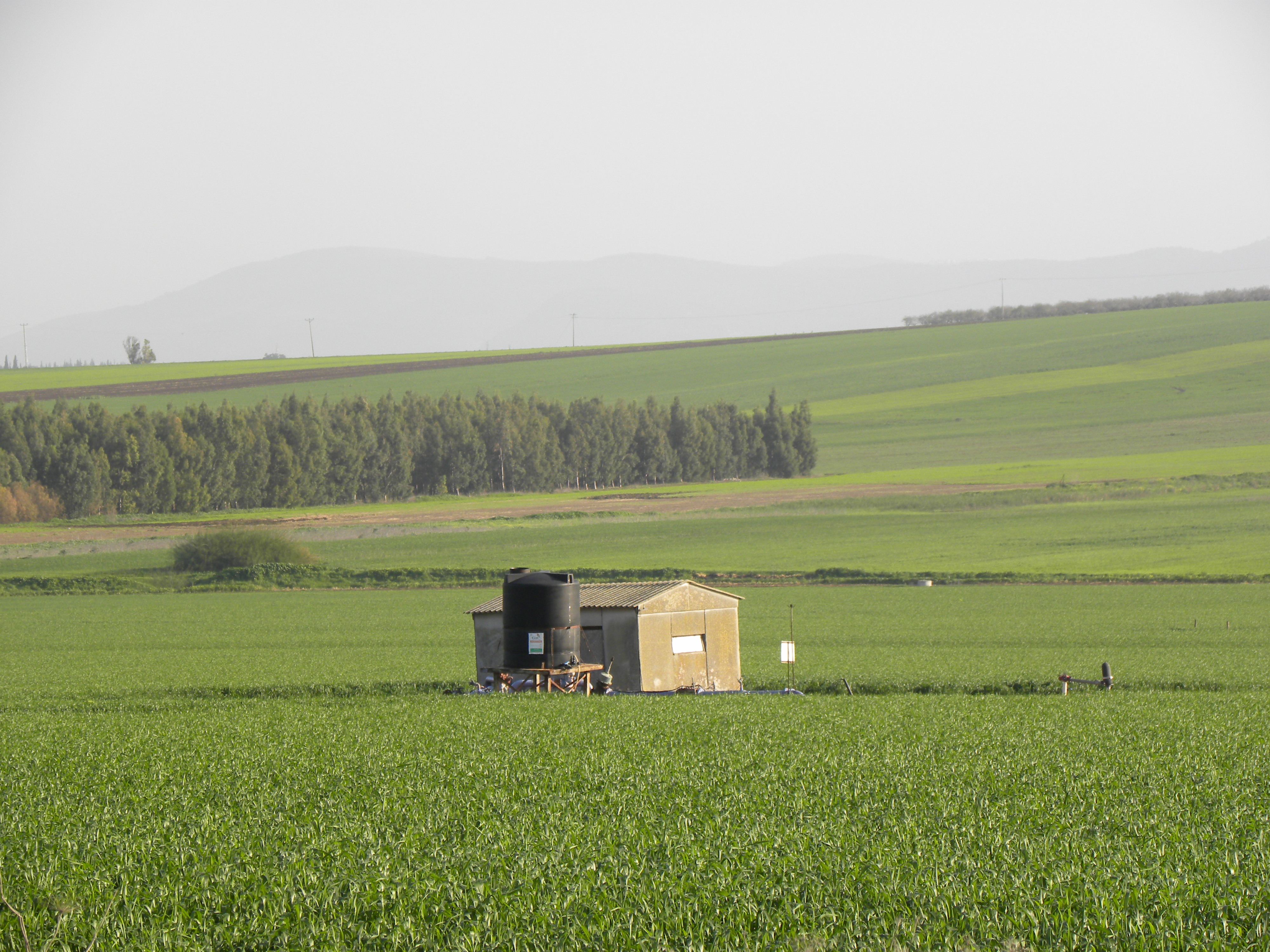
جانب من مرج ابن عامر.

يشبه السهل في شكله مُثلثًا يبدأ ضلع قاعدتهُ من سفوح جبال الكرمل غربًا وحتّى مدينة جنين شرقًا، وطوله حوالي 46 كم وضلعاه الآخران يكادان أن يكونا مُتساويين وطولهما حوالي 20 كم لكلّ منهما. الضلع الشرقي يمتد من سفح جبل الطور شمالاً بعد أن يُلامس جبال الدحي وينتهي بجوار مدينة جنين. أَمَّا الضلع الغربي فيمرّ بمُحاذاة سفوح جبال الجليل.
كانَ يُعد مرج ابن عامر حتَّى عام 1947م سلَّة خُبز فلسطين، إنَّ فلسطين بتضاريسها الجبليّة والصحراويّة بالإضافة إلى الغور وقلَّة مساحة سهولها ومروجها مُقارنةً مع مساحة التضاريس الأخرى، جعل من مرج ابن عامر وكما يُقال من أجمل سُهول العالم. يبلغ مُعدَّل الليالي التي يتكوَن فيها الندى في هذا المرج حوالي 200 ليلة ولهذا تأثير كبير على الزراعة في أشهر الصيف الجافّة.

### التلال في مرج بن عامر
تكثر التلال في مرج بن عامر وأشهرها:
1. تل المتسلم (تل مجدو): وهو تل اثري قديم كانت تقوم عليه مدينة مجدو الكنعانية القديمة.
2. تل أبو زريق.
3. تل أبو شوشة.
4. تل الجحاش.
5. تل المناطير.
6. تل ميريم.
7. تل ظهرة الملول.

### عيون الماء
عين التينة (بير نبوع) عين ماء تشرب منها القبائل التي تسكن قرية المنسي، عين أبو خرج، عين فخاخيرة، عين الدخيل، عين حنتوشة، عين أم القلايد، عين طريمة، عين الصمطات، عين الباشا، عين الخلة، بير مدينة، عين البير الغربي، عين أم الأساور، عين أم العرايس.

## طالع أيضًا
- الجليل.
- المثلث.
- غور الأردن.
- صحراء النقب.